# Рух вірних Храмовій горі та Ізраїлю
Рух вірних Храмовій горі та Ізраїлю ( івр. נאמני הר הבית וארץ ישראל, трансліт. Немані га-Хар га-Байт ве-Ерец Ісраель), також відомий як Вірні Храмовій горі ( івр. נאמני הר הבית, трансліт. Немані га-Хар га-Байт ), є екстремістським ортодоксальним єврейським рухом , що базується в Єрусалимі, метою якого є відбудова Третього храму на Храмовій горі в Єрусалимі та відновлення практики ритуальних жертвоприношень .

## Історія заснування
Рух був заснований в 1967 році після Шестиденної війни, коли Ізраїль перейняв контроль над Східним Єрусалимом. Засновником руху є Гершон Саломон, ветеран Армії оборони Ізраїлю, відомий своїми релігійними та націоналістичними поглядами щодо необхідності відбудови Храму.

## Мета руху
Основні цілі руху:
1. Відбудова Третього Храму.
2. Відновлення Храмової гори як головного духовного центру єврейського народу.
3. Відновлення практики ритуальних жертвоприношень згідно традиціям юдаїзму.

## Діяльність руху
«Вірні Храмової гори» були першою значною групою, яка виступала за захоплення євреями Храмової гори, і протягом 1970-х і 1980-х років вони залишалися найпомітнішою групою з такою позицією. Спочатку група представила свої аргументи здебільшого з точки зору націоналістичної, а не релігійної символіки. В інтерв’ю 1983 року Саломон заявив, що «той, хто контролює Храмову гору, має права на землю Ізраїлю». З часом Гершон Саломон розвинув більш релігійно орієнтовану апокаліптичну та месіанську платформу, яка, однак, мала явно не  ортодоксальний характер. Напруга з більш ортодоксальними елементами в групі спричинила формальний розкол у 1987 році, коли було засновано більш релігійно орієнтовану групу під назвою «Рух за встановлення храму».  Згодом вплив «Вірних Храмовій горі» серед радикальних єврейських активістів поступово згас, хоча група все ще зберігає значну популярність.
8 жовтня 1990 року ізраїльська прикордонна поліція вбила сімнадцять палестинців і ще понад 100 поранила під час заворушень на Храмовій горі 1990 року, спровокованих оголошенням Вірних Храмової гори про те, що вони збираються закласти наріжний камінь для Третього єврейського храму на Храмовій горі в Єрусалимі. Після заворушень поліція заборонила Соломону вхід на Храмову гору; Його апеляція на це рішення була згодом відхилена Верховним судом Ізраїлю .
В наш час рух діє як протестний, проте намагається діяти в рамках ізраїльського законодавства, на відміну від деяких інших радикальних єврейських угрупувань. Напередодні великих єврейських релігійних свят члени руху звертаються до ізраїльської поліції з проханням дозволити їм увійти на Храмову гору та провести там молитовні служби. У переважній більшості випадків такі прохання відхиляються, після чого організація подає петиції до Верховного суду Ізраїлю.
Верховний суд часто ухвалює рішення на користь дозволу доступу, однак за умови, що поліція визнає ситуацію з безпекою стабільною. Через часті загрози конфліктів поліція зазвичай відмовляє у доступі з міркувань безпеки. У результаті демонстрації руху зазвичай завершуються біля воріт Муграбі на межі комплексу, де їх блокує поліція.
Останніми роками Гершон Саломон змістив фокус діяльності «Вірних Храмової гори» у бік апокаліптичних та месіанських ідей. Відновлення єврейського Храму стало центральною метою руху. У цей же час організація налагодила тісні зв'язки з християнськими фундаменталістськими колами, особливо у Сполучених Штатах, і отримує значну фінансову підтримку від цих груп.

## Суперечності та реакція
Діяльність Руху вірних Храмовій горі викликає багато релігійних та політичних суперечок. Храмова гора є священною територією для різних релігій:
- Для юдеїв це місце Першого та Другого Храму.
- Для мусульман тут розташовані Купол Скелі та мечеть Аль-Акса.

Заяви про відбудову Храму та ритуальних жертвоприношень часто стають причиною напруження у відносинах між Ізраїлем та мусульманським світом.

## Смерть Гершона Соломона
23 листопада 2022 року засновник організації, Гершон Саломон, помер. Незважаючи на те, що протягом багатьох років йому було заборонено відвідувати Храмову гору, йому дозволили здійснити один візит протягом останнього року його життя.